# Palcsó István
Palcsó István (Késmárk (Szepes megye), 1826. január 12. – Késmárk, 1895. április 21.) ágostai evangélikus líceumi tanár, író.

## Élete
Szegény szülők gyermeke; szülővárosában tanult a főgimnáziumban a grammatikai osztályokban, a bölcseletet és jogot is ott tanulta. 1846. július 2-án Dessewffy Egyed gróf házánál nevelő lett. Emellett tanulta a teológiát, a héber, görög, francia és angol nyelvet, részt vett a magyar és német önképzőkörök gyakorlatain és a papjelölti vizsgát is letette. Az 1848-49-es szabadságharcban részt vett mint nemzetőr és 1849 januárjától Klapka György seregében harcolt mint honvédtüzér április 15-ig, mikor betegen visszatért szüleihez. Ezután ismét nevelő volt és megszerezvén a költséget, 1852 tavaszán a jenai egyetemre iratkozott be. Innét meghívták a késmárki líceumhoz tanárnak, ahol 1853. április 15-től tanított. Egyszersmind 30 évnél tovább az alumneumban a növendékek felügyelője és a líceumi könyvtár kezelője volt. 1893-ban ünnepelte tanárságának 40. évét. 1895. április 21-én midőn a késmárki konventi gyűlésben szólt utoljára, szívszélütés érte és még aznap meghalt.
Cikkeket írt a Zipser Boteba, a Protestáns Egyházi és Iskolai Lapba és a Karpaten Postba.

## Művei
- A késmárki ág. ev. kerületi lyceum Értesítője 1867., 1880., 1881. és 1882.
- A késmárki ág. hitv. ev. kerületi lyceum története. Kézsmárk, 1893.